# Goce Smiłewski
Goce Smiłewski (lub Smilevski, mac. Гоце Смилевски, ur. 9 kwietnia 1975 w Skopju) – macedoński prozaik, dramatopisarz i eseista.
Studiował w swoim rodzinnym mieście oraz na Uniwersytecie Karola w Pradze. Jest autorem esejów oraz dramatów, a także trzech powieści. Pierwszą był utwór Planetata na neiskustwoto opublikowany w 2000. Druga powieść, Rozmowa ze Spinozą (mac. Разговор со Спиноза) ukazała się dwa lata później. Książka została wyróżniona nagrodą Powieść roku, przyznawaną przez dziennik Utrinski Wesnik. Powieść ta została przełożona na kilka języków, w tym na polski. Jest to fabularyzowana, częściowo fikcyjna, biografia holenderskiego filozofa Barucha Spinozy. Kolejna powieść Smilevskiego to opublikowana w 2007 roku „Siostra Zygmunta Freuda”. W języku polskim ukazała się w 2014 roku nakładem wydawnictwa W.A.B. W 2010 roku powieść ta została uhonorowana Nagrodą Literacką Unii Europejskiej.
Powieści Goce Smiłewskiego:
- 2000 - Планетата на неискуството
- 2002 - Разговор со Спиноза. Роман-пајажина (wyd. pol. pt. Rozmowa ze Spinozą. Powieść-pajęczyna w tłum. Hanny Karpińskiej, wyd. Oficyna 21, Warszawa 2005)
- 2007 - Сестрата на Сигмунд Фројд (wyd. pol. pt. Siostra Zygmunta Freuda w tłum. Natalii Łukomskiej, wyd. W.A.B., Warszawa 2014)